# This Ain’t the Smurfs XXX
This Ain’t the Smurfs XXX ist eine Porno-Parodie aus dem Jahr 2012 über Die Schlümpfe.

## Handlung
Die kleinen blauen Schlümpfe flüchten vor dem bösen Gargamel mit einem Zeitportal in die reale, heutige Welt. Dabei schuf er einen neuen, weiblichen Schlumpf, der die anderen Schlümpfe verführen soll. Schlumpfine und die böse Sansette landen bei der Zeitschrift Hustler und sollen erotisch posieren. Schließlich kommt Gargamel vorbei und beteiligt sich an den Aktivitäten.

### Szenen
- Szene 1. Nicole Aniston, Evan Stone
- Szene 2. Charley Chase, J. Crew, Jeremy Conway
- Szene 3. Charley Chase, Lexi Belle
- Szene 4. Lexi Belle, Barry Scott

## Produktion und Veröffentlichung
Die Produktion und den Vertrieb des Films übernimmt Hustler Video. Regie führte Axel Braun und die Produktion leitete Drew Rose. Erstmals wurde der Film am 10. April 2012 in den Vereinigten Staaten veröffentlicht.

## Nominierungen
- AVN Awards, 2013
  - Nominee: Best 3D Release

- Nightmoves, 2012
  - Nominee: Best Parody: Comedy

- XRCO Awards, 2013
  - Nominee: Best 3D Release